# Амирметов, Рустам Мубаризович
Рустам Мубаризович Амирметов (род. 7 января 1994, Дербент, Дагестан) — российский дзюдоист, призёр первенств России среди кадетов, юниоров и молодёжи, серебряный (2015) и бронзовый (2016) призёр чемпионатов России, мастер спорта России. Представляет клуб «Динамо» (Тюмень). Тренируется под руководством Г. Ю. Боргоякова. Выступает в средней весовой категории (до 90 кг).

## Спортивные результаты
- Первенство России по дзюдо среди кадетов 2010 года — ;
- Первенство России по дзюдо среди юниоров 2014 года — ;
- Первенство России по дзюдо среди молодёжи 2015 года — ;
- Чемпионат России по дзюдо 2015 года — ;
- Чемпионат России по дзюдо 2016 года — ;